# ジリアン・ホール
ジリアン・ホール（Jillian Hall、1980年9月6日 - ）は、アメリカ合衆国ケンタッキー州アシュランド出身のプロレスラー、歌手。本名はジリアン・フェイ・フレッチャー（Jillian Faye Fletcher）。

## 来歴
高校時代はチアリーディングや体操競技などを行っており、卒業後にデイブ・フィンレーの元でトレーニングを重ね1998年にインディー団体でプロレスデビューする。2004年にWWEとディベロップメント契約を交わし入団。傘下団体のOVWで活動を開始。
2005年7月、スマックダウンにMNMのフィクサーというギミックで登場する。左頬には大きなデキモノがあり、ある意味衝撃的なデビューを果たす。9月からはJBLのマネージャー役として活動する。

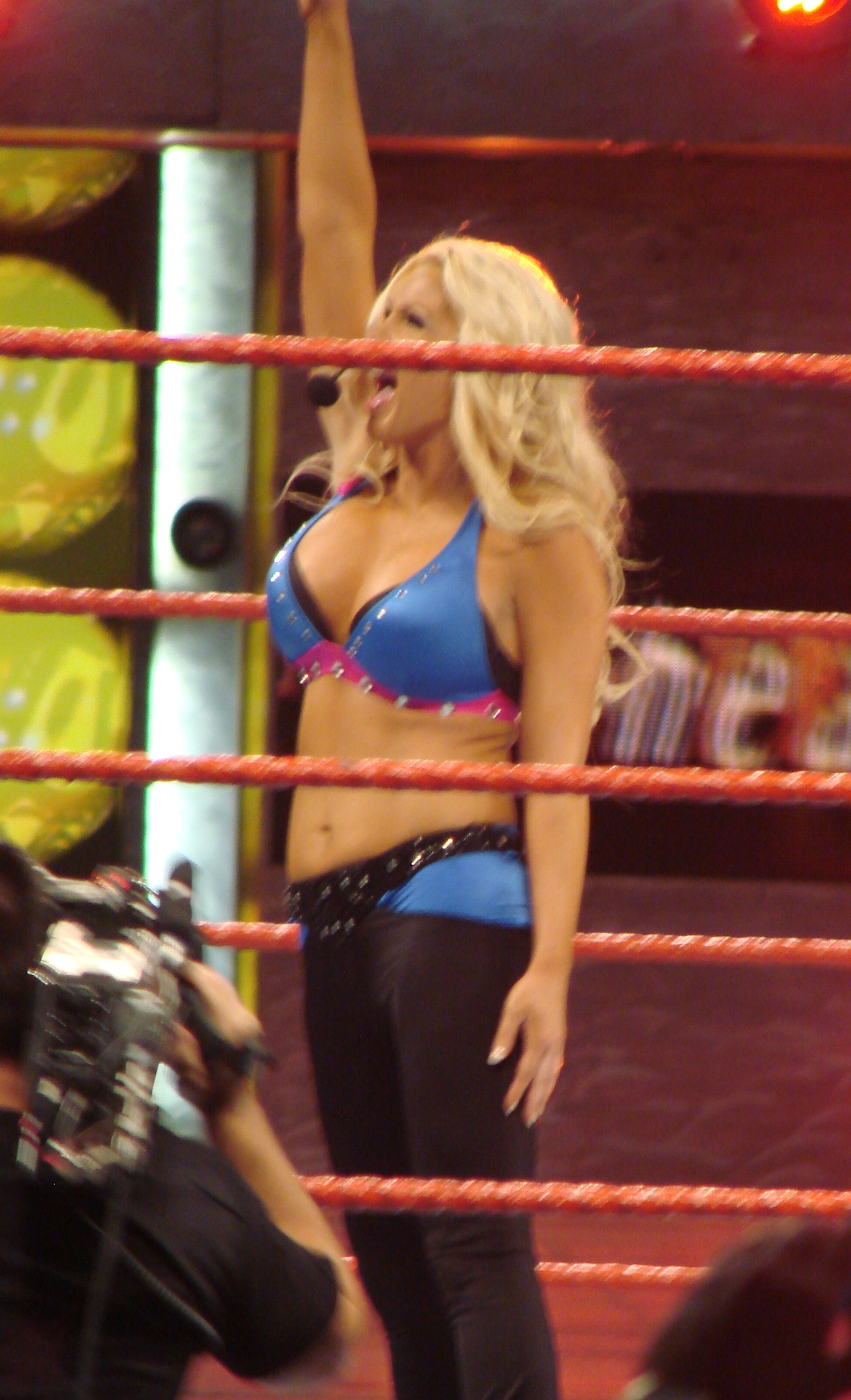
2009年

2006年からはJBLがブギーマンと抗争を開始し、その抗争中にブギーマンにデキモノを食いちぎられてしまう。2月頃からはクリスタルとの短い抗争をする。その後JBLと抗争していたクリス・ベノワとのUS王座戦に乱入しJBLを誤爆してしまう。それが原因となりJBLから解雇を言い渡される。その翌週解雇されたことをメリーナに馬鹿にされ抗争を開始し、ベビーターンする。その後RAWから移籍してきたアシュリーと組みミシェル・マクール＆クリスタルと抗争する。
2007年になるとアシュリーがPLAYBOYの表紙を飾ったことに嫉妬し、ヒールターンしアシュリーと抗争を開始する。この抗争中から音痴だが自分ではそれを自覚しておらずやたらと歌声を披露したがるキャラとなる。その後6月のドラフトでRAWへ移籍する。RAW移籍後も自覚のない音痴キャラとして活動し、試合の合間に現れては歌声を披露している。また12月のRAW15周年記念特番では相変わらずの歌声を披露しているところにトリッシュとリタが現れてリングから叩き出される。RAWに移籍してからは特に抗争相手もおらず試合ではジョバーとしての役回りが多い。
2009年6月、RAWでゲストホスト制度が始まると、試合にあまり出ずにバックステージでの芝居での登場が多かったが10月12日のRAWでミッキー・ジェームスとのディーヴァズ王座戦に勝利し、王座を勝ち取る。しかしその直後ゲストホストにディーヴァ・トレードでRAWに移籍してきたメリーナとの王座戦を組まれる。そして試合開始早々メリーナに敗れ王座を失う。
2010年11月、WWEのテレビから離れて若手指導者になることを決断。11月19日にWWEから退団した。

## 得意技
- サモアンドロップ

フィニッシャー。WWE退団後、インディー団体で使用。
- シットアウト・フェイスバスター

WWEでのフィニッシャー。
- フェンダー・ベンダー

ハンドスタンド・レッグドロップ
- クラッシュ・テスト

カートホイール・スプラッシュ

## 獲得タイトル
- WWE・ディーヴァズ王座 : 1回

## 入場曲
- Sliced Bread
- Top Spin